# 바이바이Du바이~See you again~/A MY GIRL FRIEND
〈바이바이Du바이~See you again~/A MY GIRL FRIEND〉(일본어: バィバィDuバィ〜See you again〜/A MY GIRL FRIEND)는 Sexy Zone의 5번째 싱글이다.

## 개요
전작 〈Real Sexy!/BAD BOYS〉로부터 약 5개월 만의 싱글이다.
3종류의 초회 한정반에는, 멤버·나카지마 켄토, 사토 쇼리, 키쿠치 후마의 솔로곡이 각각 수록되어 있다.

## 수록곡

### 통상반
1. バィバィDuバィ〜See you again〜 / 바이바이Du바이~See you again~ [4:11]
작사: Komei Kobayashi / 작곡: 니혼진, bansei. / 편곡: 스즈키 Daichi 히데유키
2. A MY GIRL FRIEND [4:42]
작사: 노지마 신지 / 작곡: 타니구치 나오히사 / 편곡: 이쿠타 마신
3. Young & Beautiful ! [4:02]
작사: ENA☆ / 작곡: 사뮤엘 와에르모, youwhich, DAICHI / 편곡: 이쿠타 마신
4. BAD BOYS〜movie remix〜 [4:27]
작사: ENA☆ / 작곡: DAICHI, Kinboom / 편곡: 이쿠타 마신
5. バィバィDuバィ〜See you again〜 Inst.
6. A MY GIRL FRIEND Inst.
7. Young & Beautiful ! Inst.
8. BAD BOYS〜movie remix〜 Inst.

### 초회 한정반 K
CD
1. バィバィDuバィ〜See you again〜 / 바이바이Du바이~See you again~
2. A MY GIRL FRIEND
3. CANDY〜Can U be my BABY〜（Kento solo） - 나카지마 켄토 [3:10]
작사: 나카지마 켄토 / 작곡: 사뮤엘 와에르모 / 편곡: 이쿠타 마신

DVD
- 〈바이바이Du바이~See you again~〉 Music Clip

### 초회 한정반 S
CD
1. バィバィDuバィ〜See you again〜 / 바이바이Du바이~See you again~
2. A MY GIRL FRIEND
3. おなじ空の下（Shori solo） / 같은 하늘 아래 - 사토 쇼리 [4:23]
작사: 사토 쇼리 / 작곡: 카와구치 스스무, Christofer Erixon, Joakim Bjornberg / 편곡: 이시즈카 토모키
4. バィバィDuバィ〜See you again〜（フレンドシップ edit ver.） / 바이바이Du바이~See you again~ (프렌드십 edit ver.) [2:10]
작사: Komei Kobayashi / 작곡: 니혼진, bansei.

DVD
- 〈프렌드십〉(From 〈바이바이Du바이~See you again~〉) 댄스 렉처 비디오

### 초회 한정반 F
CD
1. バィバィDuバィ〜See you again〜 / 바이바이Du바이~See you again~
2. A MY GIRL FRIEND
3. FaKe（Fuma solo） - 키쿠치 후마 [4:22]
작사: 키쿠치 후마 / 작곡: RED SOUND, RED HOT / 편곡: 요시오카 타쿠

DVD
- 〈바이바이Du바이~See you again~〉 자켓 & PV Making

### Sexy Zone Shop반
1. バィバィDuバィ〜See you again〜 / 바이바이Du바이~See you again~
2. A MY GIRL FRIEND
3. Young & Beautiful !